# Звонок Путину
«Звоно́к Пу́тину» — жаргонный термин, использующийся некоторыми недобросовестными российскими полицейскими и сотрудниками других силовых структур; обозначает пытку посредством пропускания электрического тока через различные части тела. Согласно Amnesty International, подобные пытки чрезвычайно распространены на территории РФ. Обычно для осуществления такой пытки используется ток, испускаемый генератором вызывного сигнала военно-полевого телефонного аппарата ТА-57 (отсюда название), клеммы которого присоединяют к мочкам ушей, гениталиям, пальцам, стопам или языку жертвы.
Этот метод был описан в публикациях, описывающих случай Алексея Михеева, который был ложно обвинён в убийстве в 2006 году, в то время как его предполагаемая жертва была жива и здорова. Пережив пытки, Михеев выпрыгнул из окна третьего этажа, что привело к травме спинного мозга, в результате чего он оказался парализованным. Его дело было передано в Европейский суд по правам человека в Страсбурге (Франция) и стало знаменитым как «первая серьёзная победа в случае пытки», поданная в суд против российского правительства.
Об использовании такого метода пыток сообщали антифашисты и анархисты, осуждённые по делу Сети, а также жители Чечни. По одной из версий, в результате такой пытки скончался российский неонацист Максим Марцинкевич.
Пытку электрическим током применяли и в ходе войны в Донбассе по отношению к украинским пленным, захваченным пророссийскими сепаратистами и российскими силовиками, воевавшими на востоке Украины. В марте 2023 года был опубликован доклад Независимой международной комиссии по расследованиям в Украине, в котором среди издевательств, которым подвергались украинские пленные в российском плену, описывалась и пытка «Звонок Путину».
24 марта 2024 год телеграм-канал Grey Zone, который ранее обычно связывали с ЧВК Вагнер, опубликовал фото, на котором изображён один из задержанных по подозрению в совершении теракта в «Крокус Сити Холл»; на фото видно, что к его гениталиям присоединены клеммы ТА-57.